# Paulo Bento (gemeente)
Paulo Bento is een gemeente in de Braziliaanse deelstaat Rio Grande do Sul. De gemeente telt 2.149 inwoners (schatting 2009).

## Galerij

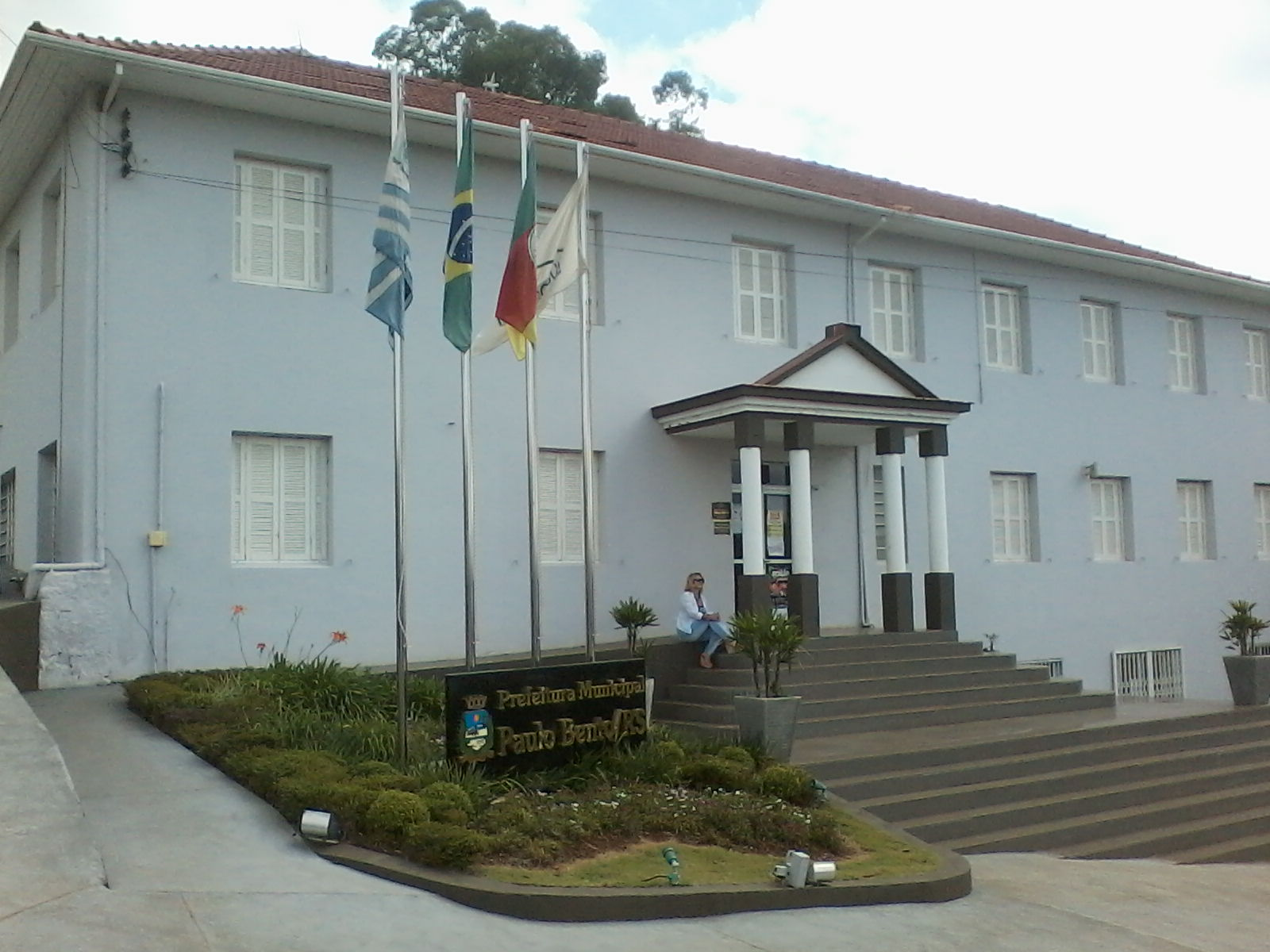
Prefectuur
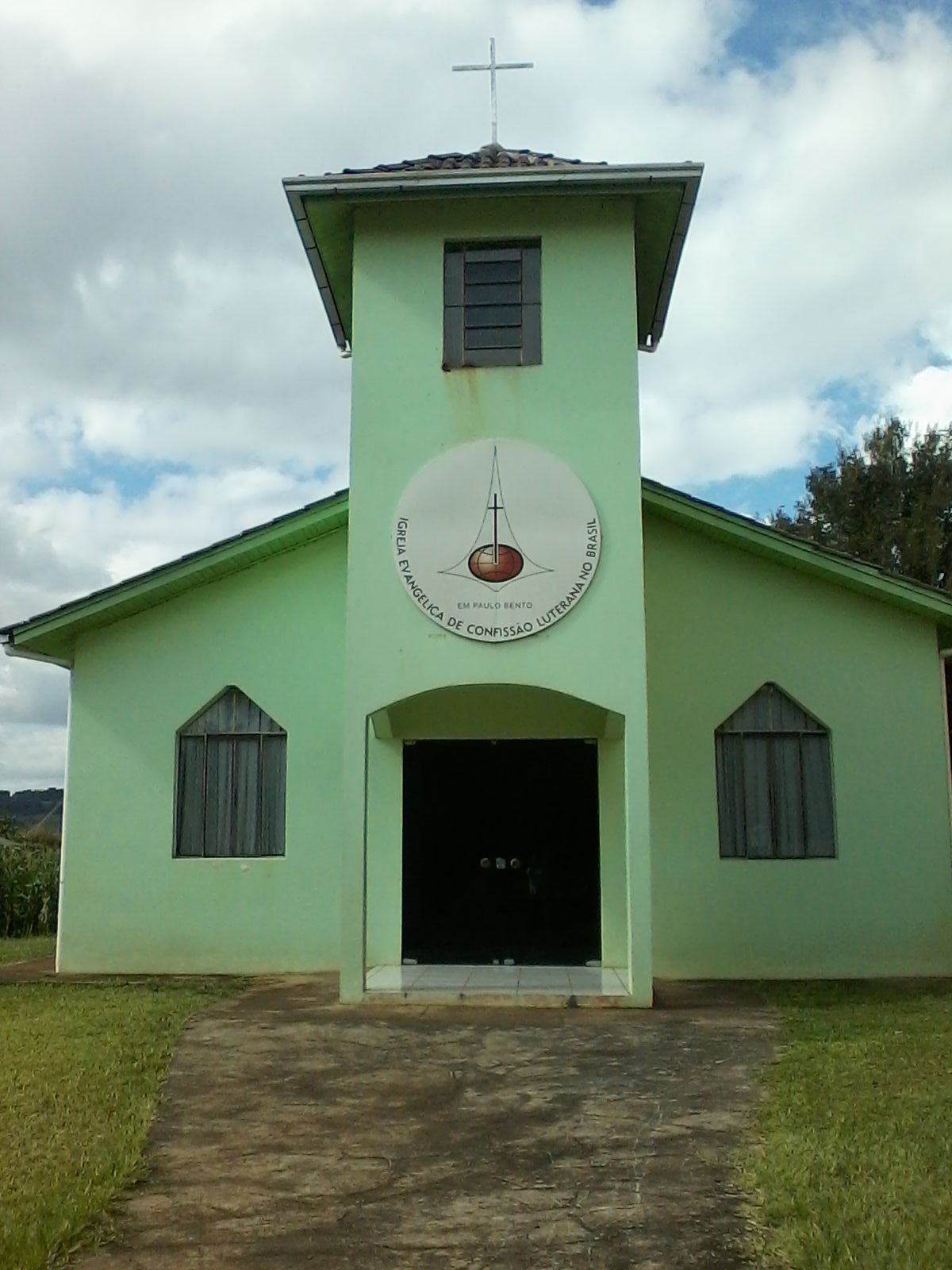
Lutherse kerk
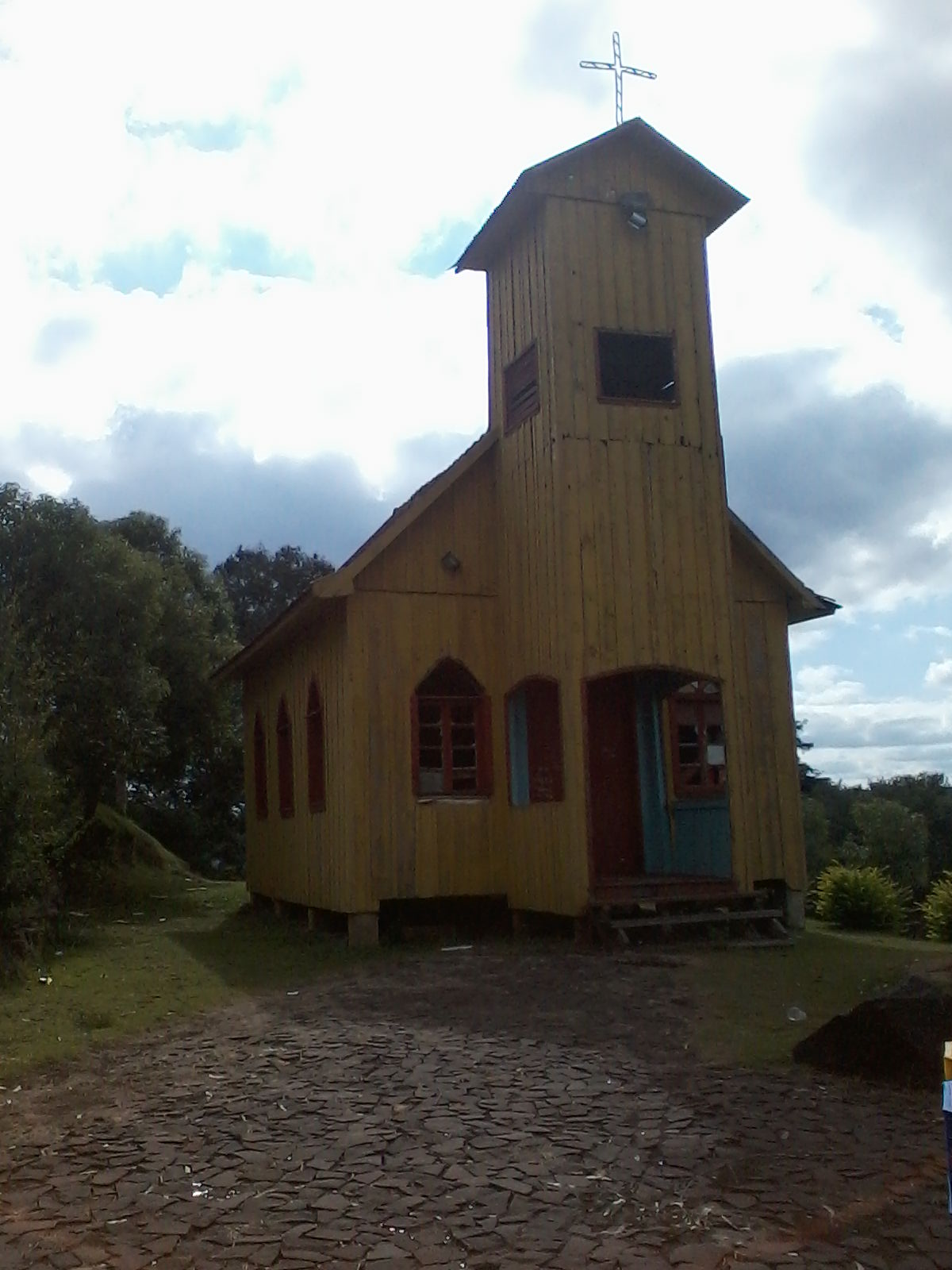
Museum van Paulo Bento
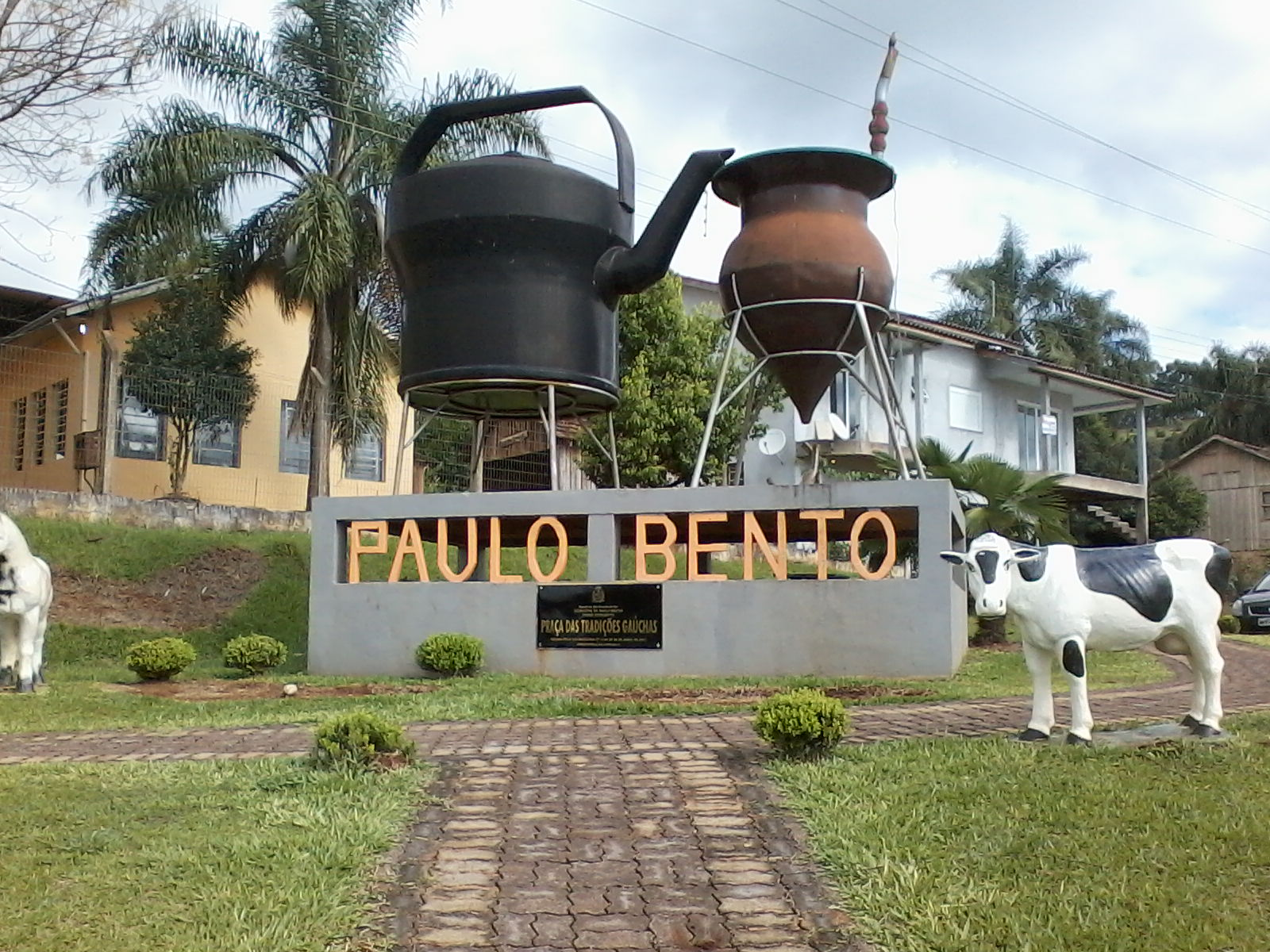
Het plein Praça das Tradições Gaúchas